# Meta abdomenalis
Meta abdomenalis là một loài nhện trong họ Tetragnathidae.
Loài này thuộc chi Meta. Meta abdomenalis được miêu tả năm 1993 bởi Patel & Reddy.